# Муроги (озеро)
Му́роги (бел. Мурагі́) — озеро в Ушачском районе Витебской области Белоруссии. Относится к бассейну реки Ушача, протекающей через озеро.

## Описание
Водоём располагается в 24 км к юго-западу от городского посёлка Ушачи, рядом с деревней Заозерье. Муроги — первое по очереди озеро, через которое протекает река Ушача. Далее по её течению находится озеро Тартак.
Площадь зеркала составляет 0,59 км², длина — 2,56 км, наибольшая ширина — 0,47 км. Длина береговой линии — 5,78 км. Наибольшая глубина — 19,4 м, средняя — 5,8 м. Объём воды в озере — 3,38 млн м³. Площадь водосбора — 102 км².
Котловина лощинного типа, вытянутая с запада на восток. Склоны высотой до 36 м, крутые, испещрённые оврагами. В восточной части озера присутствуют два залива. Берега низкие, песчаные, поросшие кустарником. Подводная часть котловины имеет корытообразную форму. Глубины до 2 м занимают 12 % площади водоёма. Мелководье песчаное, глубже дно глинисто-илистое.
Водная толща стратифицирована. Минерализация воды достигает 340 мг/л, прозрачность — 2 м. Водоём подвержен эвтрофикации, однако является проточным благодаря протекающей через него Ушаче и нескольким впадающим ручьям.
Зарастание озера незначительно, однако один из заливов на востоке, отличающийся меньшей глубиной, зарос полностью. Ширина полосы надводной растительности варьируется от 8 до 90 м.
В воде обитают линь, окунь, плотва, карась, язь, краснопёрка, судак, лещ, щука, речной угорь и другие виды рыб, а также раки.